# Лобанова (Гаринский муниципальный округ)
Лобанова — деревня в Гаринском городском округе Свердловской области России.

## Географическое положение
Деревня Лобанова муниципального образования «Гаринский городской округ» расположена в 3 километрах к востоку от посёлка Гари, на правом берегу реки Сосьва (левого притока реки Тавда).

## Население
| 2002 | 2010 | 2021 |
| ---- | ---- | ---- |
| 31   | ↗35  | ↘21  |